# NGC 3589
NGC 3589 ist eine Balken-Spiralgalaxie vom Hubble-Typ SBcd im Sternbild Großer Bär am Nordsternhimmel. Sie ist schätzungsweise 92 Millionen Lichtjahre von der Milchstraße entfernt und hat einen Durchmesser von etwa 40.000 Lichtjahren. 
Das Objekt wurde am 9. April 1793 von dem Astronomen Wilhelm Herschel entdeckt.